# 中国東方航空5735便墜落事故
中国東方航空5735便墜落事故は、2022年3月21日14時23分に中華人民共和国広西チワン族自治区梧州市藤県で発生した航空事故である。雲南省の昆明長水国際空港から広東省の広州白雲国際空港へ向かっていた中国東方航空5735便（ボーイング737-89P）が突如巡航高度から降下して藤県の山間地域に墜落し、乗客乗員132人全員が死亡した。

## 事故の背景

### 事故機
事故機のボーイング737-89P（機体記号：B-1791）は2015年6月5日に初飛行を行い、6月25日に納入された。機材は山佐航空機リースが保有する物で、2015年に中国東方航空の子会社である中国東方航空雲南分公司へリースされていた。事故までの飛行回数は8,986回、総飛行時間は18,239時間。
エンジンはCFMインターナショナル製CFM56-7Bを搭載しており、ビジネスクラス12席とエコノミークラス150席の計162席のレイアウトとなっていた。また、運航当初から雲南省の象徴「孔雀」を描いた特別塗装機として運航されていた。関西国際空港など日本の空港に飛来したこともある。

### 運航乗務員
コックピットには機長、副操縦士とオブザーバーの3人が勤務しており、3人とも健康かつ素行良好で、周辺にも問題がないという。機長は2018年1月からボーイング737型の操縦士として務め、総飛行時間は6,709時間。副操縦士の総飛行時間は31,769時間。オブザーバーの総飛行時間は556時間。

### 天候
藤県が所在する梧州市では事故の約4時間前に同日の夜から翌日にかけて大気の状況が不安定となり、雷雨や強風が発生するとの予報が発表されていたが、事故当時の天気は穏やかだった。

## 事故の経緯

5735便の飛行経路

5735便は雲南省保山市の保山雲瑞空港から同省昆明市の昆明長水国際空港を経由して広東省広州市の広州白雲国際空港へ向かう国内線の便であるが、保山 - 昆明間はCOVID-19の感染拡大の影響による客足の減少により、事故当日は欠航となっていた。現地時間13時15分（UTCの5時15分）に5735便は昆明長水国際空港を離陸し、14時17分に巡航高度29,100フィート (8,900 m)で広州の飛行情報区に進入した。その後14時20分に急降下に気づいた航空管制官は連絡を試したが返答が無く、付近を飛行していた海南航空7152便、中国南方航空3764便、上海航空9256便も5735便に問いかけたが何れも応答はなかった。14時23分に当該便はレーダーから消えた。
Flightradar24の記録によれば、同機は巡航高度の29,100フィート (8,900 m)から3分間で3,225フィート (983 m)まで急降下した。中国民用航空局は16時34分に当該便は墜落したと発表し、事故機の残骸は藤県の山岳地帯で発見された。
目撃者によれば機体はほぼ垂直に落下しており、煙などは出ていなかった。ブルームバーグによるマサチューセッツ工科大学のジョン・ハンスマン教授への取材によると、暫定のデータからの計算結果を見ると、墜落した直前には音速に近いスピードで急降下していたと思われる。墜落の様子は監視カメラにも捉えられていた。
墜落の影響によって事故現場付近では山火事が発生しており、梧州市の消防局は450人の消防士を現場へ派遣すると発表した。救助隊は火災によって現場へのアクセスが困難になっていると述べた。現地時間3月22日の22時（UTC+8）時点で、現場では大規模な捜査により翼の一部や遺体の一部と見られるものが見つかった。
3月26日、中国中央テレビは乗客乗員132人のうち120人の身元確認につながる所持品などを回収したと明らかにし、生存者がいないことが確定したと報じた。同日夜、この事故の現場指揮本部は132人全員が死亡したと発表。
中国国内で発生した大規模な航空事故は、2010年8月24日に起こった河南航空8387便墜落事故以来約11年半ぶりである。この事故は、河南航空（現・鯤鵬航空）のエンブラエル E190 LRが黒竜江省ハルビン市の太平空港から同省伊春市にある林都空港へ向かう最中、パイロットエラーにより林都空港の手前で墜落し、乗員乗客96人のうち44人が死亡したものである。

### 乗員乗客
乗員乗客は合計132人、予備報告によれば乗員乗客は全員中国人であった。また、日本の外務省は墜落の確認以前より当該便の乗客に日本人の名前は見られないと発表した。
メディアの取材によると、少なくとも2人は当該便に乗れなかったことにより難を逃れた。騰衝市の男性は天候の影響で、21日朝の騰衝 - 昆明間の便の欠航により当該便に乗れなかった。別の女性は搭乗に必要なPCR検査を受けるため、21日の朝に当該便をキャンセルし翌日の便に変更したとSNSで発言した。

## 事故調査
事故後、ボーイング737型機が丘陵地帯にほぼ垂直に落下する様子を写した当日の映像が公開され、テレビのニュースでも報道された。

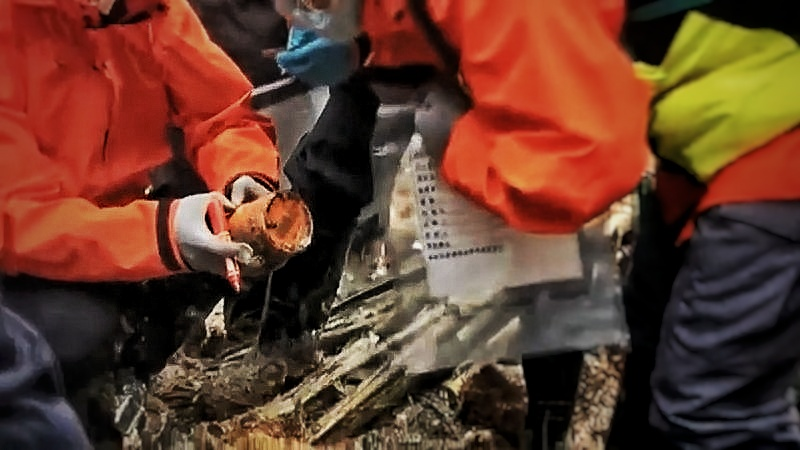
コックピットボイスレコーダーの回収作業の様子

調査は中国民用航空局（CAAC）が主導し、製造者のボーイングとCFMインターナショナル、そして米国連邦航空局（FAA）が技術面のアドバイザーを務めた。米国の国家運輸安全委員会（NTSB）も上級航空安全調査官を代表者に任命したことを明らかにした。
現地時間3月23日の17時前、墜落地点からコックピットボイスレコーダー（CVR）と思われるブラックボックスの片方が発見され、多少の損傷があるものの比較的に原形を保つ様子であり、解析のため23日の夜に北京へ輸送された。3月27日午前、フライトデータレコーダー（FDR）も発見された。
4月20日、中国航空当局は予備報告書を発行し、機械的故障による墜落を否定した。また、報告書でブラックボックス（CVRとFDR）が深刻な損傷を受けていると述べ、ブラックボックスはさらなる調査のためにワシントンまで送られた。
2022年5月17日、ウォール・ストリート・ジャーナルは米国政府筋からの情報として、コックピット内の誰かが当該便を意図的に墜落させたことをフライトデータレコーダーのデータが示唆している、と報じた。同日にABCニュースの報じた情報も、ウォール・ストリート・ジャーナルのものと一致していた。コックピットに外部から人が侵入した形跡はなく、航空機はエマージェンシーを発信せず、パイロットが緊急降下または緊急着陸を試みたことを示す形跡はなかった。遭難信号やメーデーコールも発信されなかった。事故調査員はパイロットの一人の私生活を調査し、墜落の直前に「ある問題」を抱えていたと確信した、とABCは報じている。なお機体の機械的な問題であった可能性に関しては、米国側からもボーイング側からも中国側からも指摘がなされていない。
2023年3月20日、事故発生から1年が経過するのを前に、CAACは「事故は非常に複雑で極めて稀なため、徹底的な調査が行われている」という声明を発表した。
2024年3月20日、CAACは調査状況を公表し、「異常は発見されなかった」と述べた。フライトレコーダーのデータ等の詳細な情報は公表されず、機体とエンジンに欠陥や異常はなく、乗組員の資格や健康状態は正常で、航空管制を含む地上要員は問題なく、貨物や乗客の荷物のほか気象状況にも異常は発見されていないとされた。
2025年5月19日、事故から3年が経過し、国際民間航空機関（ICAO）によって義務付けられている年次中間報告書が公表されていないことについて、CAACは「国家の安全保障と社会の安定を危険にさらす恐れがある」として年次中間調査報告書を公表しないと決定したと発表した。

## 事故後の対応
中国中央電視台及び中央広播電視総台の報道によると、習近平共産党総書記と李克強国務院総理は21日、捜索や事故原因の究明などを求める重要指示を出した。国務院副総理の劉鶴と国務委員の王勇は21日の夜に梧州市に現地入りしたと見られる。中国民用航空局は22日、安全の強化に関する全国規模の検査を行うと発表した。
中国メディア「上游新聞」などによると、中国東方航空は本事故を受け、所有する同型機などの運航を停止したが、4月17日より運航を再開した。